# Aegidienstraße 24

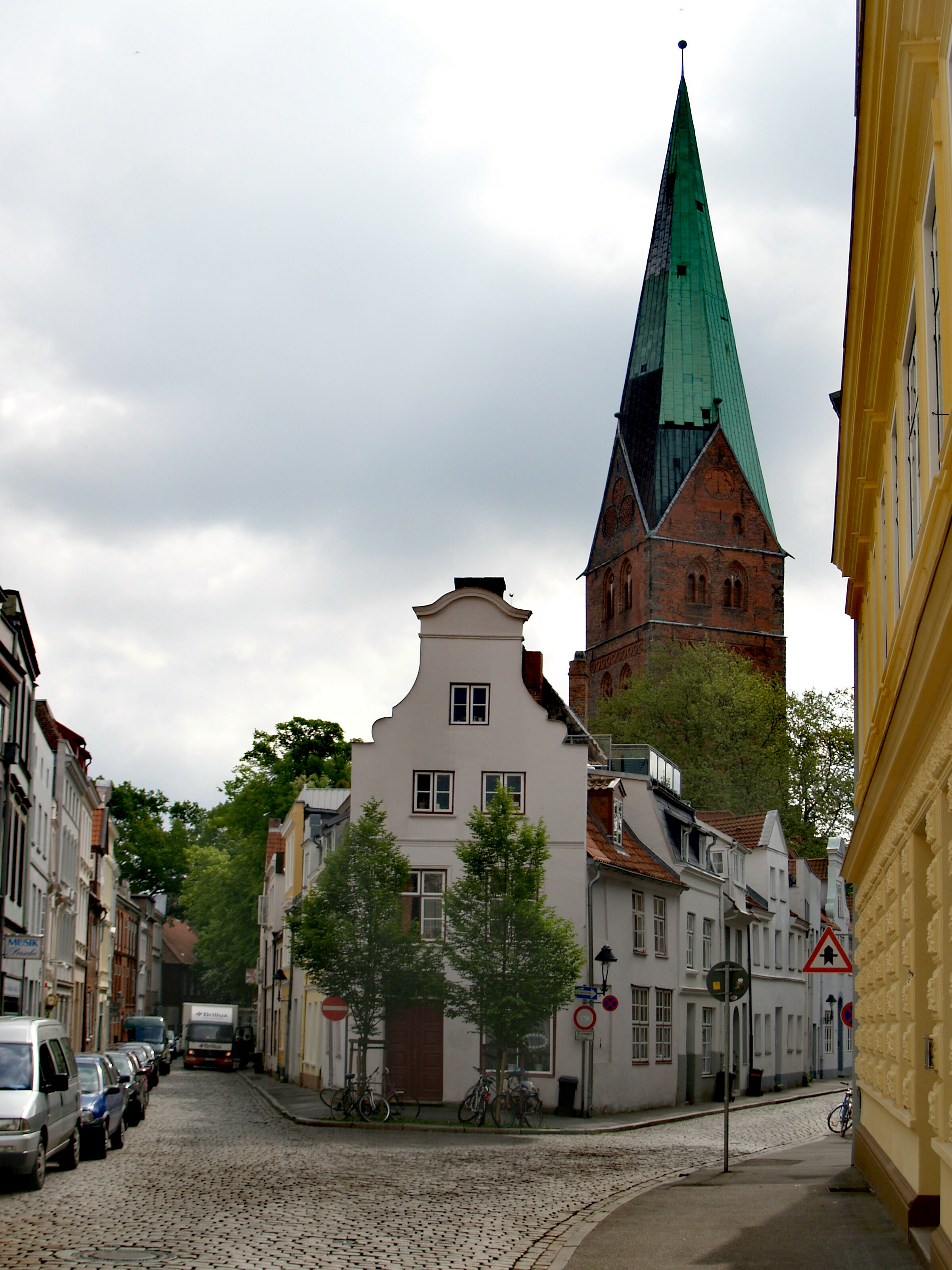
Das Haus Aegidienstraße 24 (2006)

Das Haus Aegidienstraße 24 ist ein denkmalgeschütztes Gebäude in der Lübecker Altstadt.

## Beschreibung
Das in der spitzwinkligen Abzweigung der Schildstraße von der Aegidienstraße gelegene Eckhaus geht im ältesten nachweisbaren Kern zurück auf eine von zehn Buden, die zwischen 1300 und 1320 als Gemeinschaftsbebauung auf dem 1320 erstmals erwähnten Großgrundstück errichtet wurden.
Im ausgehenden 15. oder frühen 16. Jahrhundert wurde das Haus neu errichtet. In der Mitte des 18. Jahrhunderts, vermutlich zwischen 1733 und 1765, erfolgte ein Umbau im Stil des Barock, bei der das Eckhaus sein bis heute prägendes Äußeres mit verputzter Fassade und Schweifgiebel erhielt.
Bis 1965 wurde das Haus in den oberen Etagen als Wohnhaus genutzt, im Erdgeschoss befand sich ein zuvor als Kolonialwarenhandlung geführter Tante-Emma-Laden; danach wurde es nur noch für Wohnzwecke genutzt.
1967 wurde das Äußere des Gebäudes unter Denkmalschutz gestellt. Das Haus an der Straßengabelung mit den markanten zwei Bäumen zu beiden Seiten der Eingangstür (es handelt sich um neue Bäume, die im Zuge einer Renovierung zu Beginn des 21. Jahrhunderts als Ersatz für die alten gepflanzt wurden) zählt zu den einprägsamsten Motiven der Lübecker Altstadt.